# 塞萨洛尼基战争博物馆

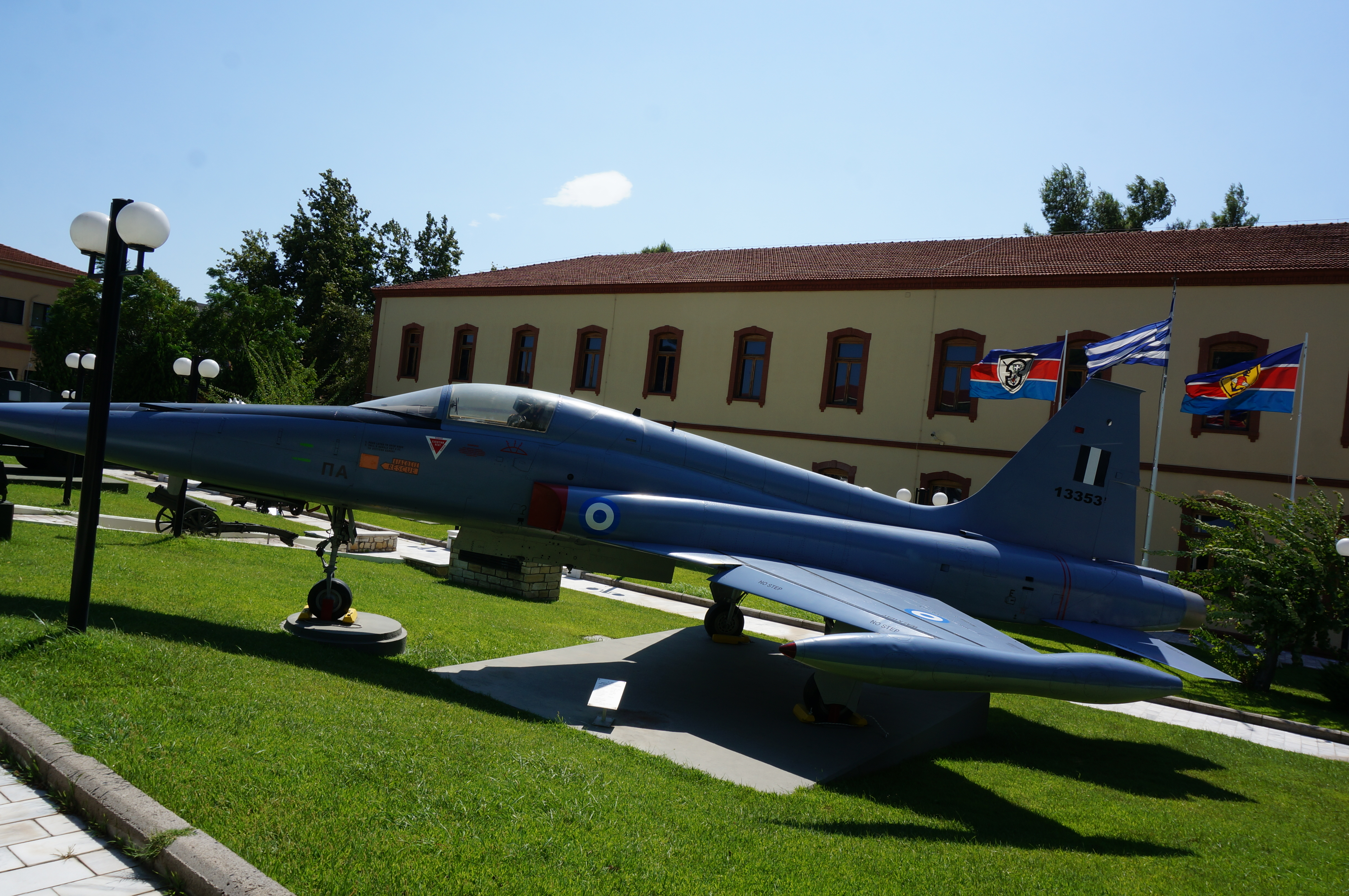

塞萨洛尼基战争博物馆 (希臘語：Πολεμικό Μουσείο Θεσσαλονίκης) 是希腊中马其顿塞萨洛尼基的一个军事博物馆，2000年10月开幕。博物馆所在建筑由建筑师Vitaliano Posseli设计，建于1900-1902年。
展品涉及巴尔干战争, 第一次世界大战、希土战争、希意战争、克里特岛战役、轴心国占领希腊、希腊抵抗运动，希腊军队在北非、意大利和诺曼底的盟军行动中所扮演的角色，以及从占领军解放。
除了展览空间以外，战争博物馆还设有露天剧场、多功能厅和图书馆，并出售军事刊物。

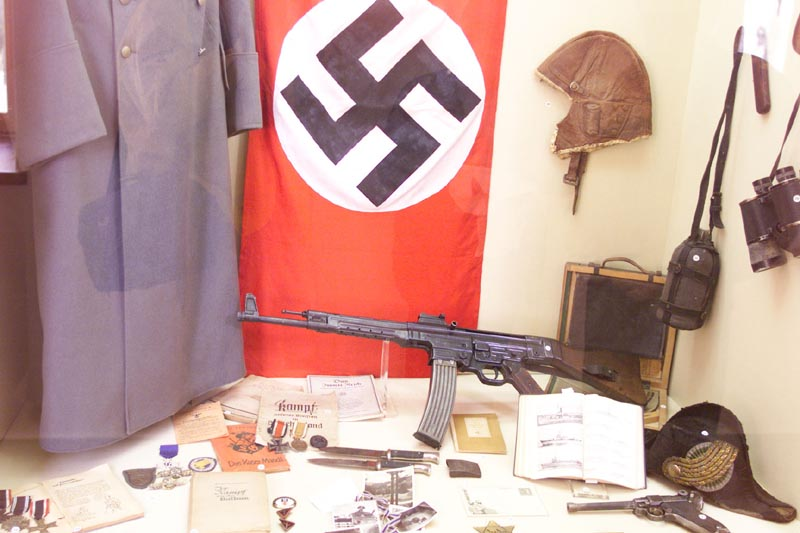
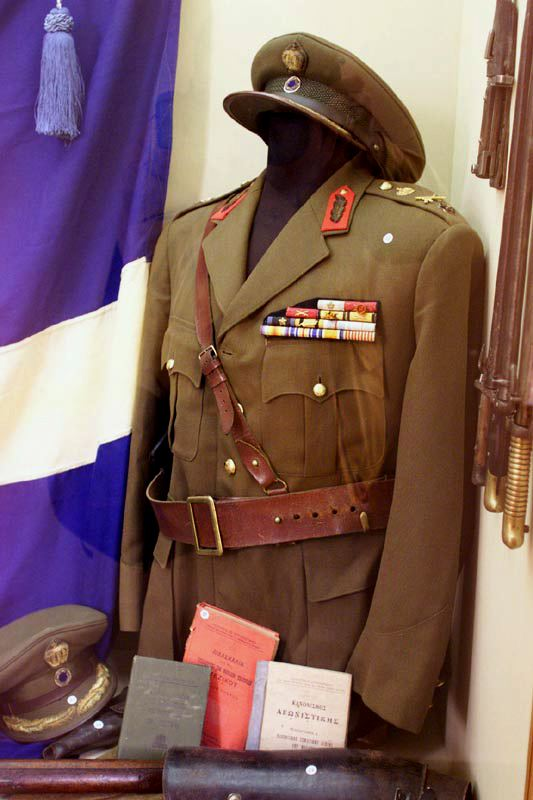
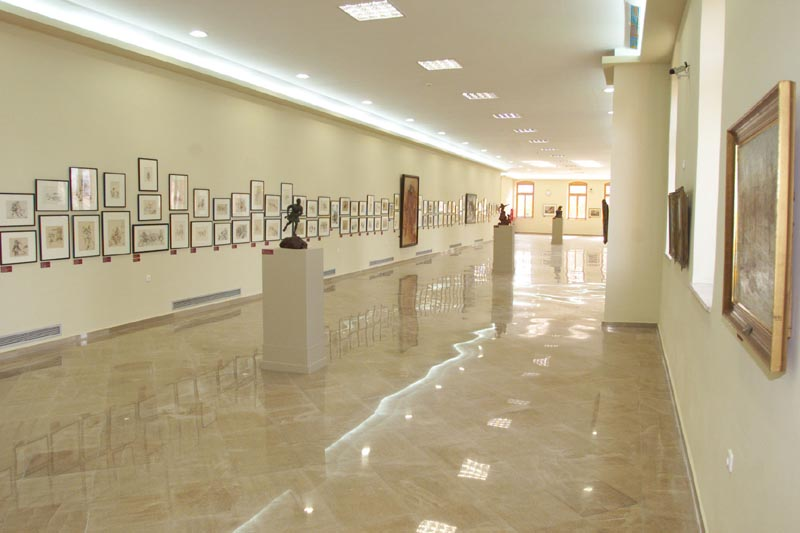
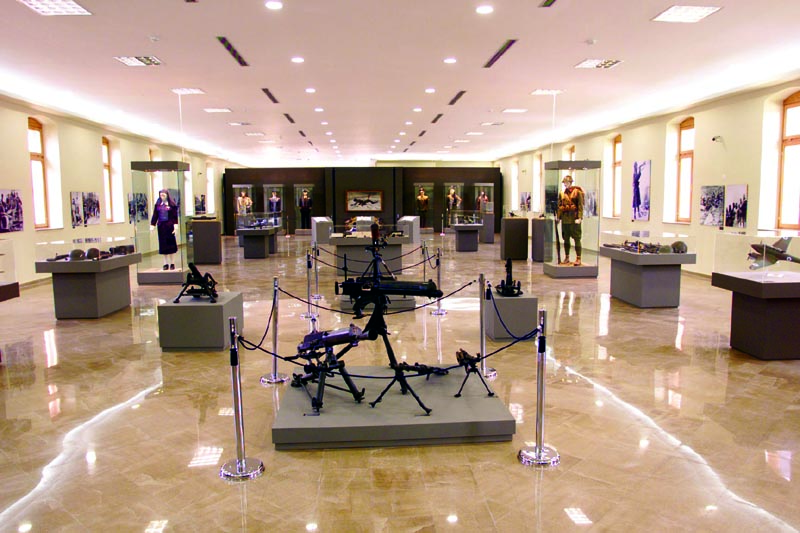